# Броненосни крайцери тип „Едгар Кюне“
Едгар Кюне (на френски: Edgar Quinet) са серията последни и най-съвършени броненосни крайцери на ВМС на Франция. Те са развитие на крайцера „Ернест Ренан“. Всичко от проекта са построени 2 единици: „Валдек-Русо“ (на френски: Waldeck-Rousseau) и „Едгар Кюне“ (на френски: Edgar Quinet). Към момента на постъпването им във флота вече са морално остарели.

## История на проекта
В средата на 1900-те, френското военно корабостроене влиза в период на продължителна криза, свързана, преди всичко, с неадекватната организация на проектно-конструкторските и строителните работи. Постепенното подобряване на отношенията с Великобритания – завърващо през 1905 г. с подписването на британо-френския договор – и последователното усилване на германския флот, дезориентират френското военноморско командване, преди това предимно ориентирано за противостояние с Великобритания. Постоянните кадрови рокади в адмиралтейството, честата смяна на военноморските министри, задържането на финансирането, поради правителствени кризи, води до това, че корабите се залагат с голямо закъснение, строят се бавно, и влизат в строй вече стари.
През 1905 г., френските адмирали, все още действайки в рамките на традиционната доктрина за крайцерска война против Великобритания, решават да заложат още два големи броненосни крайцера, развиващи удачният проект на крайцера „Ернест Ренан“. Обаче, по време на проектирането, в инженерите възникват съмнения относно адекватността на стандартното за французските броненосни крайцери въоръжение – четири 194-мм тежки и двенадесет 163-мм скорострелни оръдия – против новите британски броненосни крайцери. Към това време, на основа на опита от руско-японската война, преимуществата на еднообразната артилерия в боя на далечни дистанции вече са очевидни. За да се реализират тези преимущества, френските инженери решават да въоръжат своите нови крайцери с единно въоръжение, заменяйки 163-мм оръдия с равен брой тежки 194-мм.

## Представители на проекта
| Име           | заложен на      | спуснат на вода      | влязъл в строй | Съдба                                                                        |
| ------------- | --------------- | -------------------- | -------------- | ---------------------------------------------------------------------------- |
| „Валдек-Русо“ | 16 юни 1906 г.  | 4 март 1908 г.       | август 1911 г. | Отписан от флота и предаден за скрап 1941 – 1944 г.                          |
| „Едгар Кюне“  | ноември 1905 г. | 21 септември 1907 г. | януари 1911 г. | На 4 януари 1930 г. засяда близо до брега на Алжир. Потъва пет дни по-късно. |

## Конструкция
В основата си, броненосните крайцери от типа „Валдек-Русо“ са развитие на проекта „Ернест Ренан“. Техните корпуси имат близки размери – 158,9 метра дължина, 21,51 ширина и газене от 8,41 метра. Пълната им водоизместимост съставлява 13 850 тона.
Подобно на всички френски броненосни крайцери, произхождащи от проекта „Леон Гамбета“, те имат почти прав форщевен, висок борд с дълъг полубак за подобряване на мореходността. Надстройките и мачтите им са идентични на прототипа. Както и „Ернест Ренан“, те са шестикоминни, техните комини са групирани в два блока по три. Също така и по палубата си имат осем въздохозаборника за вентилаторите.

### Въоръжение
Въоръжението на крайцерите от типа „Валдек-Русо“ е унифицирано и се състои изключително от 194-мм 50-калибрени оръдия образец 1902 година. Четири такива оръдия са разположени в двуоръдейни кули на носа (на полубака) и на кърмата (на горната палуба); още шест оръдия стоят побордно в еднооръдейни кули (на полубака) и четири оръдия има в каземати (носовите на горната палуба, кърмовите на главната). Всички кули са от нов тип, с оръдия, презареждащи се в произволен ъгъл на вертикално насочване. 194 mm оръдия са със скорострелност 4 изстрела/минута. Далечината на стрелба е 14 000 m, а след направената модернизация – 18 000 m.
Така, крайцерите от типа „Валдек-Русо“ стават първите френски „дредноути“ – броненосни кораби с унифицирана артилерия на главния калибър. Техбият бордов залп се състои от девет 194-мм оръдия – повече, отколкото на всеки друг броненосен крайцер по онова време – и те могат да използват по осем оръдия като при преследване, така и като ретирадни. Унифицираната тежка артилерия им дава значителни преимущества в боя на далечни дистанции с всеки друг броненосен крайцер.
Противоминното въоръжение се състои от двадесет 65-мм оръдия образец 1902 година в каземати на горната палуба. Към момента на залагането им, това въоръжение вече е малко старо, и към момента на влизането на корабите в строй не съответства на изискванията за защита от съвременните разрушители. Като данък към традицията, крайцерите от типа „Валдек-Русо“ все още носят два подводни торпедни апарата с калибър 450-мм в центъра на корпуса, стрелящи перпендикулярно на курса на кораба.

### Бронева защита
Бронирането на корабите от типа „Валдек-Русо“ развива стандартната за французските броненосни крайцери схема с пълен брониран пояс по водолинията; поясът е направен от цементирана круповска стомана, и неговата височина съставлява 2,6 метра, от които 1,3 се намират под водолинията. Дебелината на пояса в центъра на корпуса – между мачтите – e равна на 150 милиметра, намалявайки до 94 милиметра към горния ръб. В носовия край пояса изтънява до 70 милиметра в долната част и 38 милиметра в горната. На кърмата е съответно 84 и 38 милиметра.
Долната бронирана палуба има изпъкнала форма; нейната дебелина в плоската част съставлява 45 милиметра, а на скосовете, съединяващи се с долния ръб на главния пояс – 65 милиметра. Над нея е разположена плоската горна бронева палуба, опираща се върху горния ръб на броневия пояс и имаща дебелина от 35 милиметра. Пространството между палубите е разделено на малки херметични отсеци, предназначени за локализация на повредите.
Бронираните кули на крайцера были защитени от 200 милиметрови плочи, както и техните основи и барбети. Казематите на оръдията на главния калибър са защитени от 190 милиметрова броня.

### Силова установка
Силовата установка на крайцерите от типа „Валдек-Русо“ е тривална. Трите вертикални парни машини с тройно разширение получават парата си от четиридесет котела „Белвил“ на „Едгар Кюне“ и четиридесет и два котела „Никлос“ на „Валдек-Русо“, общата мощност на силовата установка съставлява 36 000 конски сили. Поради по-голямата с 2000 тона водоизместимост, крайцерите не достигат скоростта на „Eрнест Ренан“, демонстрирайки само 23 възела на мерната миля. Запасът въглища стига за иминаване на 12 500 километра с икономичен 10-възлов ход.

## История на службата

### „Едгар Кюне“
Кръстен е в чест на Едга̀р Кинѐ (на френски: Edgar Quinet) – френски историк, поет и общественик. През Първата световна война служи предимно в Йонийско и Бяло море. В периода 1925 – 1927 г. е преоборудван на учебен кораб. На 4 януари 1930 г. засяда близо до брега на Алжир. Потъва пет дни по-късно.

### „Валдек-Русо“
Построен в Лориан през периода 1905 – 1908 г., кръстен е в чест на френския политик Пиер Мари Валдек-Русо, починал през 1904 година. По време на Първата световна война участва в операциите на френския флот. На 18 октомври 1914 г. участва в боя с австрийската субмарина U-4 и аероплани при Котор. През август 1916 г. отново влиза в бой с подводница. По време на Гражданската война в Русия е флагман на френската лека ескадра в Черно море. На борда му се намира командира на съединението контраадмирал Дюменил. Крайцерът се използва за поддръжка на руските бели войски и флот. На 26 април 1919 г., по време на престоя му в Севастопол, на борда му избухва въстание, потушено на 28 април, след два дни. Червеното знаме, флаг на крайцера, е издигнато от матрос, роден във Виетнам – Тон Дик Тханг, който става впоследствие приемник на Хо Ши Мин на поста президент. По време на Великата руска евакуация от Крим, през ноември 1920 година, крайцерът прикрива евакуацията и отплава последен с генерал Врангел на борда. След това е флагман на отряд кораби в Далечния изток. От 1924 г. кораба престоява в Тулон, в през април 1929 г. се връща в състава на ВМС. През 1931 г. отново влиза в резерва и през 1932 г. е изваден от списъците на флота. В периода 1932 – 36 г. кораба се намира в Брест. От 16 юни 1936 г. се използва като кораб на бреговата отбрана, базиран в Ландевенек, Бретан. По време на Втората световна война е предаден за скрап.

## Оценка на проекта
Броненосните крайцери от типа „Валдек-Русо“ стават завършек на еволюцията на класическия тип френски броненосен крайцер – океански високоборден рейдер с пълен брониран пояс по водолинията и олекотено многобройно въоръжение. Създадени да нарушават неприятелската търговия, те са построени изхождайки от изискването да превъзхождат индивидуално крайцерите на основния потенциален противник – Великобритания – и да обладават достатъчна скорост и мореходност, за да се отклонят от бой с превъзхождащи сили на противника.
За първи път използваната във френския флот унифицирана артилерия на главния калибър осигурява на крайцерит от типа „Валдек-Русо“ превъзходство в артилерийския бой над всеки друг броненосен крайцер, даже толкова мощен, каквито са британските от типа „Минотавър“. Известен недостатък (не толкова значим) се явява анахроничното разполагане на част от оръдията на главния калибър в каземати, но това е предизвикано от стремежа да се използва вече готовия дизайн на корпуса от крайцера „Eрнест Ренан“, със замяната на 163-мм оръдия със 194-мм. Бронирането на крайцерите надежно защитава тяхната водолиния, и осигурява възможността да поддържат висока скорост даже под обстрел на противника, бе да се опасяват от наводняване и нарушаване на обшивката близо до водолинията.
Обаче, крйацерите от типа „Валдек-Русо“ представляват класическия пример за съвършени кораби, появяващи се твърде късно в своята тактическа ниша. Към момента на тяхното залагане, британо-френските отношения се подобряват до такава степен, че войната между Британия и Франция става почти невероятна – и съответно, френският флот повече не се нуждае от многобройни броненосни крайцери за действия против британската търговия. Техническият прогрес води до това, че „идеалните броненосни крайцери“ от типа „Валдек-Русо“ стремително остаряват на фона на новите линейни крайцери с турбинни силови установки и голямокалибрена артилерия.